# Стебенёв, Фёдор Александрович
Фёдор Александрович Стебенёв (3 октября 1899, д. Подсосенье, ныне Вологодская область — 8 февраля 1971, Москва) — командир 753-го стрелкового полка 192-й стрелковой дивизии 71-го стрелкового корпуса 31-й армии 3-го Белорусского фронта, полковник. Герой Советского Союза.

## Биография
Родился 3 октября 1899 года в деревне Подсосенье ныне Верховажского района Вологодской области в крестьянской семье. Русский. Член ВКП(б)/КПСС с 1925 года. Окончил начальное земское училище в 1911 году, работал учеником в сапожной мастерской, затем на лесопильном заводе в Архангельске. В Красной Армии с 1919 года.
Участник Гражданской войны. В 1919 году воевал на Западном фронте против войск генералов Булак-Булаховича и Юденича, участник обороны Петрограда, был ранен. В 1920 году воевал на Южном фронте против Врангеля. В 1921 году окончил Симферопольские командные пехотные курсы, затем военно-политические курсы в Киеве. Служил политруком полковой школы.
Участник освободительного похода советских войск в Западную Украину и Западную Белоруссию 1939 года.
На фронте в Великую Отечественную войну с июня 1941 года. Встретил войну в должности заместителя начальника политотдела военного училища в Белорусской ССР. Полковой комиссар Стебенёв воевал в составе полка курсантов своего училища. В 1943 году окончил курсы «Выстрел». Командир 753-го стрелкового полка полковник Фёдор Стебенёв отличился вБелорусской стратегической наступательной операции. В ночь на 27 июня 1944 года вверенный ему полк после глубокого обхода скрытно вышел к северо-западным окраинам Орши и первым в дивизии ворвался в город Оршу. Стремительно наступая по улицам города и истребляя паникующих солдат врага, бойцы заняли значительную часть города и овладели железнодорожной станцией «Орша Западная». Противник понёс большой урон в живой силе и технике.
Указом Президиума Верховного Совета СССР от 24 марта 1945 года за умелое командование полком, образцовое выполнение боевых заданий командования на фронте борьбы с немецко-фашистским захватчиками и проявленные при этом мужество и героизм полковнику Стебенёву Фёдору Александровичу присвоено звание Героя Советского Союза с вручением ордена Ленина и медали «Золотая Звезда».
В той же операции 16 июля 1944 года полк Ф. А. Стебенёва первым вышел к реке Неман, с ходу под огнём форсировал её и захватил плацдарм на западном берегу. Двое суток отражал атаки танков и пехоты врага, лично проявлял образцы мужества. Плацдарм был удержан и сыграл большую роль в дальнейшем развитии наступления.
В 1945 году участвовал в Восточно-Прусской операции и в штурме Кёнигсберга. В августе 1945 года участвовал в Маньчжурской наступательной операции советско-японской войны.
С 1946 года полковник Стебенёв Ф. А. — в запасе по состоянию здоровья. Жил в городе-герое Москве. Работал заместителем председателя и председателем Московского областного комитета ДОСААФ, затем старшим инспектором в Центральном комитете ДОСААФ СССР. Скончался 8 февраля 1971 года. Похоронен в Москве на Введенском кладбище (29 уч.).

## Награды
Награждён двумя орденами Ленина, четырьмя орденами Красного Знамени, орденами Богдана Хмельницкого 2-й степени, Кутузова 3-й степени, медалями.
Именем Героя названы улицы в столице Белоруссии городе-герое Минске и в селе Верховажье Вологодской области.